# Mirte Kraaijkamp
Mirte Kraaijkamp (25 de abril de 1984) es una deportista neerlandesa que compitió en remo.
Ganó tres medallas en el Campeonato Mundial de Remo entre los años 2013 y 2015, en la prueba de cuatro scull ligero.

## Palmarés internacional
| Campeonato Mundial | Campeonato Mundial       | Campeonato Mundial | Campeonato Mundial  |
| Año                | Lugar                    | Medalla            | Prueba              |
| ------------------ | ------------------------ | ------------------ | ------------------- |
| 2013               | Chungju (Corea del Sur)  | Medalla de oro     | Cuatro scull ligero |
| 2014               | Ámsterdam (Países Bajos) | Medalla de oro     | Cuatro scull ligero |
| 2015               | Aiguebelette (Francia)   | Medalla de bronce  | Cuatro scull ligero |